# Lavoro dei progenitori
Il Lavoro dei progenitori è la quinta delle dieci formelle a bassorilievo con Storie della Genesi della Porta Magna della basilica di San Petronio a Bologna. Opera della piena maturità di Jacopo della Quercia, databile tra il 1425 e il 1434, è considerata tra i suoi lavori più significativi. 

## Storia
La decorazione del portale mediano di San Petronio iniziò nel 1425 e si interruppe nel 1434, poco prima della morte dell'artista (1438). Le formelle sono sempre rimaste visibili all'esterno della basilica. 
Esse vennero studiate attentamente da Michelangelo Buonarroti, influenzando lo sviluppo del suo stile scultoreo. Michelangelo dimostrò anche di avere a mente alcune delle composizioni dei bassorilievi quando affrescò le Storie della Genesi nella volta della Cappella Sistina.

## Descrizione

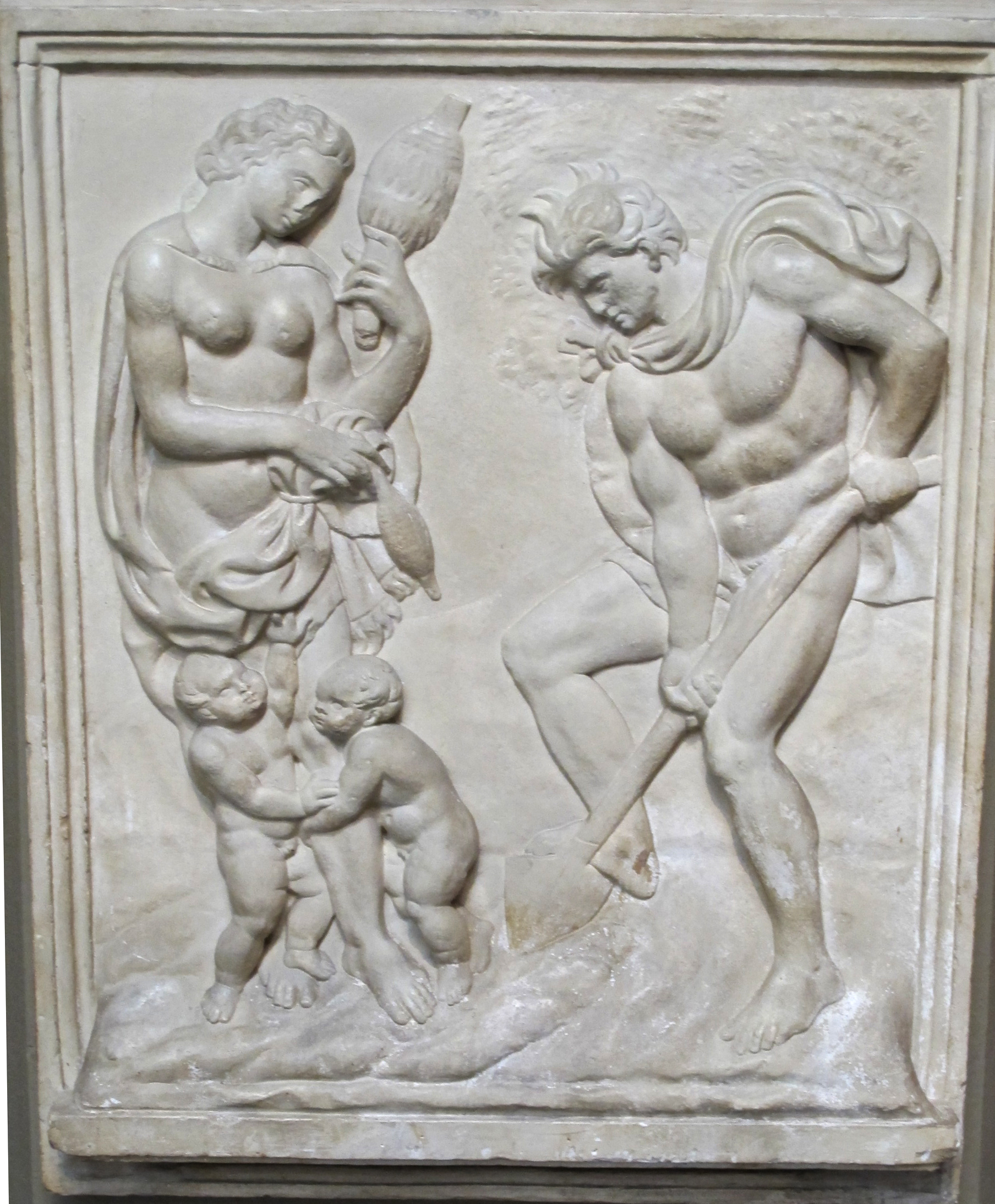
Replica

Le notazioni ambientali sono scarsissime, date solo dal terreno sul quale Adamo lavora con fatica la terra, mentre Eva, coi figli Caino e Abele ai piedi, è intenta alla filatura. 
Il corpo di Adamo ha una spiccata muscolatura e un realismo attento al dettaglio. La sua figura sembra compressa tra due piani invisibili, come tipico nei lavori a bassorilievo di Jacopo della Quercia.
La figura di Eva invece appare più tondeggiante e la sua posa richiama da vicino la figura di Acca Larenzia, con la quale ha in comune il gioco di linee a spirale, date dai gesti, dal panneggio e dalle pose dei bimbi.

## Stile
Il rilievo è ben diverso dallo stiacciato donatelliano: invece dei fini sottosquadri, le figure hanno linee nette e ombre ridotte al minimo. Alle parti lisce e stondate delle figure si alternano spesso fratture di piani e contorni rigidi, dal cui contrasto sprigiona un effetto di forza trattenuta, che non ha eguali nella scultura quattrocentesca. 
L'intensità dinamica dei rilievi di San Petronio è data dal gioco di linee complesse, che sfrutta anche le linee del panneggio gotico, e dalla scelta di soggetti umani rustici e massicci, che esaltano la forza plastica delle scene. I gesti sono ampi, le pose eloquenti e le composizioni dinamiche. 
La vitalità erompente dei personaggi travolge e fonde, mettendoli in secondo piano, le fonti e i riferimenti culturali dell'opera (statuaria tardogotica, umanesimo fiorentino, arte classica). La concentrazione sull'energia psichica e fisica dell'uomo nelle formelle non ebbe sostanziali continuatori nel XV secolo, ma fece da modello per Michelangelo Buonarroti, che ne riprese l'espressività e la forza narrativa.